# Boston Nature Center and Wildlife Sanctuary
Das Boston Nature Center and Wildlife Sanctuary ist ein 67 Acres (27,1 ha) großes Schutzgebiet im Bostoner Stadtteil Mattapan im Bundesstaat Massachusetts der Vereinigten Staaten. Es wird von der Massachusetts Audubon Society verwaltet.

## Schutzgebiet
Auf dem Gelände stand früher die heute nicht mehr existente psychiatrische Klinik Boston State Hospital. Die Massachusetts Audubon Society hat es in einen weitläufigen Park umgewandelt und nutzt es unter anderem dazu, den Bostoner Einwohnern die Natur näher zu bringen. Auf den Wiesen und in den Feuchtgebieten des Schutzgebiets leben mehr als 150 Vogel- und mehr als 40 Schmetterlingsarten, zudem gedeihen dort über 350 verschiedene Pflanzenarten. Besuchern stehen 2 mi (3,2 km) Wanderwege zur Verfügung, von denen die Hälfte barrierefrei zugänglich ist. Es gibt auch einen Gemeinschaftsgarten, der von 260 Familien bewirtschaftet wird.